# Pont Gambetta
Le pont Gambetta est un pont ferroviaire français situé au Mans, dans la Sarthe. Inauguré le 9 juin 1811 sous le nom de pont Napoléon, ce pont en arc est désormais nommé en l'honneur de Léon Gambetta. Il permet le franchissement de la Sarthe par la ligne T1 du tramway du Mans.

## Caractéristiques
Trois anses de panier, deux culées et deux piles.